# 楚楼水库
楚楼水库是中国河南省郑州市荥阳市境内的一座水库，位于索河上，建于1961年。水库正常库容为910万立方米，集雨面积为43平方千米，海拔为149.5米。